# Säkert tredjeland
Ett säkert tredjeland är ett land som myndigheterna i någon av medlemsstaterna inom Europeiska unionen anser är säkert nog för att utvisa en asylsökande till. En förutsättning är även att den asylsökande har någon form av anknytning till landet i fråga som gör det rimligt att anta att han eller hon kommer att tillåtas resa tillbaka.
Enligt asylprocedurdirektivet kan en medlemsstat neka att pröva en asylansökan om ett land utanför unionen kan betraktas som ett säkert tredjeland för den asylsökande. I så fall ska den asylsökande utvisas till landet i fråga. Syftet bakom direktivets bestämmelse är att en medlemsstat inte ska behöva ge skydd åt en person som kan vistas i ett annat land utan risk för att utsättas för förföljelse eller allvarlig skada.
Enligt asylprocedurdirektivet får ett land betraktas som ett säkert tredjeland endast om följande principer uppfylls:
- Liv och frihet är inte hotade på grund av ras, religion, medborgarskap, tillhörighet till en viss samhällsgrupp eller politisk övertygelse.
- Det föreligger ingen risk för allvarlig skada enligt definitionen i skyddsgrundsdirektivet.
- Principen om non-refoulement iakttas i enlighet med flyktingkonventionen.
- Förbudet mot varje återsändande som innebär åsidosättande av förbudet mot tortyr och grym, omänsklig eller förnedrande behandling i enlighet med folkrätten iakttas.
- Det finns möjlighet att ansöka om flyktingstatus och, om man befinns vara flykting, erhålla skydd i enlighet med flyktingkonventionen.

Varje beslut om att neka prövning av en asylansökan måste beakta de individuella omständigheterna. Om en asylsökande inte tillåts resa in i ett säkert tredjeland, måste medlemsstaterna tillåta prövning av asylansökan.